# Waldmünchen
Waldmünchen – miasto w Niemczech, w kraju związkowym Bawaria, w rejencji Górny Palatynat, w regionie Ratyzbona, w powiecie Cham. Leży na pograniczu Lasu Bawarskiego i Czeskiego, około 20 km na północ od Cham, nad jeziorem Perlsee przy granicy z Czechami i linii kolejowej Waldmünchen–Cham.

## Współpraca
Miejscowości partnerskie:
- Combourg, Francja
- Elz, Hesja
- Klenčí pod Čerchovem, Czechy
- Marktoberdorf, Bawaria